# Muntanyes Poues
Les Muntanyes Poues és una serra situada al municipi de Palafrugell a la comarca del Baix Empordà, amb una elevació màxima de 242 metres.